# Шриланчански грађански рат
Шриланкански грађански рат био је оружани сукоб који се на острву Шри Ланка водио од 1983. до 2009. између војних, паравојних и полицијских снага Владе Шри Ланке на једној, и тамилских сепаратистичких снага окупљених око паравојне организације Ослободилачки тигрови Тамилског Елама (ЛТТЕ) на другој страни.
Узроци сукоба су били у етничким и верским поделама између већинских, претежно будистичких Синхалеза на једној и мањинских, претежно хиндуистичких Тамила на другој страни, које су тињале од стицања шриланканске независности.

## Рат
Сукоб је отпочео 1983. године и, с повременим прекидима, трајао до 2009. године, с тиме да је у периоду од 1987. до 1990. у њему као трећа страна учествовала и суседна Индија под изговором „успостављања мира”. Сукоб су карактерисале бројне жртве међу цивилним становништвом, масакри и етничко чишћење спровођени од обе стране; тамилски сепаратисти су, пак, често користили тактику самоубилачких напада, укључујући цивилне циљеве, те је од страних држава ЛТТЕ третирана као терористичка организација. Тамилски сепаратисти су успели да преузму надзор над великим делом севера и истока Шри Ланке где су настојали да створе независну државу Тамилски Елам. 
Године 2002. је успостављено крхко примирје с циљем проналажења политичког компромиса, али је оно прекинуто 2006. када је шриланканска војска кренула у своју последњу офанзиву, делом користећи и то што је 2004. катастрофални цунами изузетно тешко погодио подручја под тамилском контролом. 
До пролећа 2009. су шриланканске снаге преузеле надзор над целим подручјем, а ЛТТЕ је објавила прекид ратних операција. Тамилска национална алијанса је након тога објавила како одустаје од независне тамилске државе и уместо тога пристаје на тамилски државноправни ентитет у оквиру федералне Шри Ланке.